# Chilotrogus lahauli
Chilotrogus lahauli är en skalbaggsart som beskrevs av Dali Chandra 1991. Chilotrogus lahauli ingår i släktet Chilotrogus och familjen Melolonthidae. Inga underarter finns listade i Catalogue of Life.